# Hürnen Seyfrit

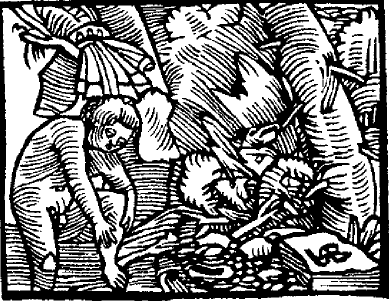
Hie schmirt sich Seyfrid vnd wirdt aller hürnen dann zwischen den schultern nicht. Holzschnitt 6 des Drucks K, um 1530

Der Hürnen Seyfrit („Das Lied von Siegfried mit der Hornhaut“) ist eine Fassung der Siegfriedsage. Der früheste bislang bekannte Druck stammt aus der ersten Hälfte des 16. Jahrhunderts.

## Überlieferungen

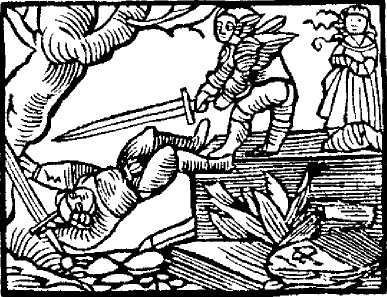
Hie wirfft der Hürnen Seyfrid den Rysen Kuperan vber den Trachenstain ab das er zu stücken falt. Holzschnitt 18 des Drucks K, um 1530

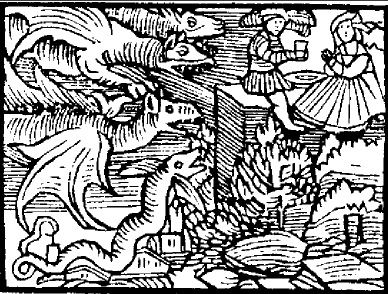
Hie sitzt Seyfrid vnd die Junckfraw auff dem Trachenstain vnd wöllen essen, so kumpt der Trach gefaren vnd bringt sechtzig jung Trachen mit jm. Holzschnitt 19 des Drucks K, um 1530

Der Hürnen Seyfrit (oder Hürnen Seyfrid) ist in einer Handschrift und 13 Druckversionen überliefert. Insgesamt sind heute noch sechzehn Exemplare in Bibliotheken und Privatbesitz bekannt, wobei nicht alle vollständig sind. Die einzige entdeckte Handschrift enthält die ersten zwölf Strophen des Hürnen Seyfrits. Sie wurde 1996 durch Jüri Kivimäe im Schwedischen Reichsarchiv in Stockholm entdeckt und wird auf etwa 1550 datiert.
Der älteste Druck des Hürnen Seyfrits stammt von der Nürnberger Druckerin Kunigunde Hergotin aus dem Jahr um 1530. Der jüngste Druck stammt von dem Baseler Drucker Johann Jakob Decker aus dem Jahr 1663. An diesen schließt auch das Lied von Siegfrieds Hochzeit an, welches wohl ursprünglich von Anfang an mit dem Hürnen Seyfrit verbunden war.
Weiterhin wurde der Hürnen Seyfrit unter dem Titel: "Summownj Kronyka welmi pekna / o sylnem Rohowem Sayffrydowi / w Rytmy uwedena a s Figurami ozdobena. Nynj w nowe wytisstena" von Tobias Mourenin ins Tschechische übersetzt und 1615 von Mikulas Pstros (Nikolaus Straus) als Druck herausgegeben. Der Druck befindet sich in
der Nationalbibliothek Prag, Signatur: 54 K 11.790.
In der Nibelungenliedhandschrift m um 1400, von der nur die Aventiure - Überschriften erhalten sind (Darmstadt HS 3249), finden sich folgende Überschriften:
Abinture wie gunter noch kriemilde farin wolde vnd wie sie hindert ein wildir drache
Abinture wie kriemilde nam ein wildir drache vnd furte sie uff einen hohin stein
Abinture wie siferit die juncfrauwe von dem drachin steine gewan mit manchyr groszin arbeit
Abinture daz siferit den drachin hatte ubir wondin vnd fur mit siner juncfrauwe an dem rin
Die Motive des Hürnen Seyfrits finden sich bereits auf dem schwedischen Ramsundstein 11. Jh. und in den nordischen Werken wie der Edda, der Thidrekssaga und der Völsunga saga.

## Inhalt
Der Hürnen Seyfrit (oder Hürnen Seyfrid) zeigt, dass es unterschiedliche Überlieferungen zu Siegfrieds Jugend gegeben hat. In ihm wird über Siegfrieds Jugend gleich zweimal berichtet, einmal als Königssohn, einmal als Knecht bei einem Schmied, als würden einander widersprechende Parallellieder einfach aneinandergereiht. Dadurch entsteht zwar ein, als Ganzes betrachtet, indiskutabel heterogenes und widersprüchliches Werk, für die Kenntnis von Parallelüberlieferungen ist es aber wertvoll.
Im Allgemeinen wird das Werk in drei Teile untergliedert:
Strophe 1–15: Schmiedeabenteuer
Strophe 16–172: Kampf mit dem Drachen und Befreiung Kriemhilds
Strophe 173–179: Siegfrieds Ermordung
Strophe 1–15

Seyfrit ist der Sohn von König Sigmund und seiner Gemahlin Siglinge. Er ist unbändig. Sigmunds Berater empfehlen dem König, Seyfrit zu einem Schmied in die Lehre zu geben. Doch auch hier kann er nicht gezügelt werden. Er schlägt das Eisen entzwei und den Amboss in die Erde. Wenn man ihn deshalb bestrafen will, verprügelt er auch den Meister und den Lehrling. Der Schmied schickt Seyfrit daher in den Wald, um Kohlen zu holen, tatsächlich jedoch weiß er, dass dort ein Drache haust. Seyfrit kann den Drachen jedoch töten und auch weitere Lindwürmer. Als er sie verbrennt, schmelzen die Hornhäute der Drachen und Seyfrit badet darin, so dass auch seine Haut zu Horn wird.
Strophe 16–172

Die Königstochter Grimhild wird von einem Drachen entführt, der sein neues Domizil auf einem Berg begründet hat. Dort lebt auch das Zwergengeschlecht der Nibelungen, welches einen ungeheuren Schatz besitzt. Als der Drache erscheint, verstecken die Zwerge den Schatz. Grimhild wird von dem Drachen gefangen gehalten. Der Riese Kuperan / Ruperan besitzt den Schlüssel zum Drachenstein. Als der Königssohn Seyfrit, der seine Eltern nicht kennt, sich auf der Jagd verirrt, erscheint der Zwerg Eugel, welcher Seyfrit zum Drachenstein führt. Seyfrit besiegt Kuperan und erhält den Schlüssel. Auch der Drache wird von Seyfrit nach einem schweren Kampf besiegt. Während des Kampfes findet Seyfrit den Schatz der Nibelungen. Eugel, welcher hellseherische Fähigkeiten besitzt, macht Seyfrit seine Herkunft kund und sagt ihm die Zukunft voraus. Nur acht Jahre wird er mit Grimhild das Leben genießen können, dann wird er ermordet werden. Auf dem Weg nach Worms versenkt Seyfrit den Schatz im Rhein, da dieser in der kurzen Lebenszeit ihm nichts nutzt.
Strophe 173–179 

Seyfrit kommt mit Grimhild in Worms an und es wird eine prächtige Hochzeit gefeiert. Doch dann erregt Seyfrit den Neid von Grimhilds Brüdern. Auf der Jagd wird Seyfrit von Hagen ermordet.

## Der hürnen Seufrid von Hans Sachs
Hans Sachs Tragödie "Der hürnen Seufrid" aus dem Jahre 1557 lehnt sich eng an das Lied vom Hürnen Seyfrit an. Der Tod Seufrids, welcher sich schlafend bei einem Brunnen niederlegt, entspricht nicht der Version von Siegfrieds Tod im Hürnen Seyfrit, allerdings der Version in Siegfrieds Hochzeit. Hans Sachs scheint daher beide
Lieder gekannt zu haben.

## Das Volksbuch vom gehörnten Siegfried
Auf Grundlage des Hürnen Seyfrit entstand das Volksbuch vom gehörnten Siegfried, welches die Geschichte in einer Prosaerzählung wiedergibt. Der erste erhaltene Druck stammt aus dem Jahr 1726. Im Volksbuch wurden jedoch teilweise Namen verändert und zusätzliche Episoden eingeschoben.

## Wissenswertes
In Worms gab es einige Objekte, die dem Hürnen Seyfrit zugeordnet wurden. Dazu zählte auch ein Siegfried-Grab, das Kaiser Friedrich III. 1488 öffnen ließ, ohne allerdings einschlägige Funde zu machen.
Juspa Schammes aus Worms hat im 17. Jahrhundert einen Ausschnitt der Geschichte in einer eigenen Erzähl-Variation in seine Geschichten-Sammlung Ma'asseh nissim aufgenommen, in der ein Schmied den Lindwurm tötet, der Worms bedroht, und dann dessen Königin heiratet.

## Textausgaben
- Wolfgang Golther (Hrsg.): Das Lied vom Hürnen Seyfrid nach der Druckredaktion des 16. Jahrhunderts. Mit einem Anhange Das Volksbuch vom gehörnten Siegfried nach der ältesten Ausgabe (1726) (Reihe Neudrucke deutscher Litteraturwerke des XVI. und XVII. Jahrhunderts). Niemeyer, Halle 1889 bzw. 1911.
- Kenneth Charles King (Hrsg.): Das Lied vom Hürnen Seyfrid. Manchester University Press, Manchester 1958 (Edition und gute Einleitung).
- Peter Suchsland (Hrsg.): Deutsche Volksbücher in drei Bänden. Erster Band: Historie von dem gehörnten Siegfried. Aufbau, Berlin und Weimar 1975.
- Siegfried Holzbauer (Hrsg.): Das Lied vom Hürnen Seyfrid. Neu illustriert von Siegfried Holzbauer. Mit Beiträgen von Ralph Breyer. Wieser, Klagenfurt / Wien u. a. 2001. ISBN 3-85129-348-7.
- Verio Santoro: La ricezione della materia Nibelungica tra Medioevo ed Età moderna: Der hürnen Seyfrid. Laveglia, Salerno 2003. ISBN 88-88773-04-5.
- Mario Bauch: Die Grimmener Lieder vom Hürnen Seyfried und von der Hochzeit des Hürnen Seyfrieds,  Daon - Verlag, Grimmen 2022 ISBN 978-3-00-073498-4

## Faksimile-Drucke
- Otto Clemen (Hrsg.): Das Lied vom Hürnen Sewfried (Zwickauer Facsimiledrucke, Nr. 6). F. Ullmann, Zwickau 1911.